# Cenový index
Cenový index zachycuje vývoj cenové hladiny v čase.
Ideálním cenovým indexem je Divisiův index, který je definován jako podíl nákladů na dosažení indiferenční křivky v cenách sledovaného roku a nákladů na dosažení téže indiferenční křivky v cenách výchozího roku. V praxi obvykle indiferenční křivky a z nich vyplývající substituce nejsou známy, využívá se tedy méně dokonalý Laspeyresův index nebo Paascheho index.
Laspeyresův index udává náklady na zakoupení kombinace statků základního roku v cenách sledovaného roku, děleného náklady na stejnou kombinaci statků v cenách základního roku. Bývá také nazýván cenový index s vahami základního období. Tento index se používá pro výpočet indexu spotřebitelských cen, který udává změnu ceny definovaného spotřebního koše, a pro index cen výrobců. Laspeyresův index nadhodnocuje růst cen, protože nezahrnuje substituční efekt při změnách relativních cen.
Paascheho index udává náklady na zakoupení kombinace statků sledovaného roku v cenách sledovaného roku, děleného náklady na stejnou kombinaci statků v cenách základního roku. Využívá se při výpočtu deflátoru HDP.